# New York Pennsylvania Station
Pennsylvania Station (znana jako Penn Station) – główna stacja węzłowa Nowego Jorku, najbardziej obciążona ruchem pasażerskim stacja kolejowa na zachodniej półkuli, obsługująca 255 milionów pasażerów rocznie i ponad 700 000 pasażerów dziennie. Penn Station łączy sieć sieci kolejowe nowojorskiego metra, największą w Stanach Zjednoczonych kolej dojazdową Long Island Rail Road oraz inne koleje międzymiastowe, jak New Jersey Transit, PATH oraz Amtrak. Mieszcząca się w podziemiach Pennsylvania Plaza w środkowej części Manhattanu stacja, jest częścią systemu linii kolejowych Northeast Corridor, które rozciągają się od Waszyngtonu na południu, do Bostonu na północy,
Nazwa stacji pochodzi od nazwy linii kolejowych - Pennsylvania Railroad, które zapoczątkowały jej budowę. Jej zasadnicza część powstała w latach 1905–1910. Budynek z tego okresu wyróżniał się piękną klasycystyczną bryłą, która była jedną z pereł architektonicznych miasta w tym czasie. W latach 60. nadziemna część stacji została zburzona, a na jej miejscu stanęło Madison Square Garden.
Po drugiej stronie rzeki Hudson (od strony Nowego Jorku) mieści się stacja Newark Penn Station, która została otwarta w 1935 roku. Stanowi ona główny punkt przesiadkowy dla pasażerów z dolnego Manhattanu, podróżujących PATH-em oraz liniami NJ Transit i Amtrak.
Penn Station leży na trzech poziomach. Zaczynając od góry, na pierwszym z nich znajdują się: poczekalnie, kasy biletowe i obiekty handlowe. Ze środkowego poziomu pasażerowie mają dostęp do linii metra (IND 8th Avenue i IRT 7th Avenue), oprócz tego podróżni mają do dyspozycji kolejne sklepy i poczekalnie. Na najniższym piętrze mieszczą się perony.

## Połączenia

### Amtrak
- Acela Express - do Bostonu, Filadelfii, Baltimore i Waszyngtonu,
- Adirondack - do Montrealu,
- Cardinal - do Filadelfii, Waszyngtonu, Cincinnati i Chicago,
- Carolinian - do Filadelfii, Waszyngtonu, Richmond, Raleigh i Charlotte,
- Crescent - do Filadelfii, Waszyngtonu, Greensboro, Atlanty i Nowego Orleanu,
- Empire Service - do Yonkers, Croton-Harmon, Poughkeepsie, Hudson, Albany, Schenectady, Amsterdam, Utica, Rome, Syracuse, Rochester, Buffalo i Niagara Falls,
- Ethan Allen Express - do Albany i Rutland,
- Keystone Service - do Filadelfii, Lancaster i Harrisburga,
- Lake Shore Limited - do Albany, Syracuse, Rochester, Buffalo, Cleveland, Toledo i Chicago,
- Maple Leaf - do Albany, Syracuse, Rochester, Buffalo i Toronto,
- Pennsylvanian - do Filadelfii, Harrisburga i Pittsburgha,
- Regional - do Bostonu, Providence, New Haven, Trenton, Filadelfii, Wilmington, Baltimore, Waszyngtonu, Richmond i Newport News,
- Palmetto, Silver Meteor i Silver Star - do Filadelfii, Waszyngtonu, Savannah, Jacksonville i Miami,
- Vermonter - do New Haven, Springfield i St. Albans

### Metropolitan Transportation Authority - MTA
- Long Island Rail Road (LIRR) – Penn Station jest główną stacją docelową gdzie zbiegają i kończą się trasy niemal wszystkich linii LIRR na Manhattanie. Do uruchomienia w styczniu 2023 roku dworca Grand Central Madison, była jedyną stacją końcową tej sieci na Manhattanie.
- New York City Subway
  - Połączenia wychodzące z Penn Station:
    - NYCS Eighth south przy 34th Street–Penn Station,
    - NYCS Broadway-Seventh przy 34th Street–Penn Station

  - Połączenia wychodzące z Herald Square, przy Szóstej Alei:
    - NYCS Broadway przy 34th Street–Herald Square,
    - NYCS Sixth przy 34th Street–Herald Square
- Linie autobusowe:
  - M10: do West 159th Street/Harlem River Drive, Harlem przez Central Park West,
  - M16: do Port Authority Bus Terminal, Hell’s Kitchen przez Eighth Avenue albo Waterside Plaza, Kips Bay przez 34th Street,
  - M20: do Lincoln Center przez Eighth Avenue albo Battery Park City przez Seventh Avenue,
  - M34: do Jacob K. Javits Convention Center albo FDR Drive przez 34th Street,
  - Q32: do Jackson Heights przez Madison Avenue, Queensboro Bridge i Roosevelt Avenue

### New Jersey Transit
- Montclair-Boonton Line - do Montclair State University,
- Morris and Essex Lines - do New Providence, Morristown, Dover and Gladstone,
- Northeast Corridor Line - do Newark, New Brunswick, Princeton Junction i Trenton,
- North Jersey Coast Line - do Newark, Perth Amboy i Long Branch

### PATH (Port Authority Trans-Hudson)
- do Hoboken (New Jersey),
- do Jersey City

PATH technicznie nie obsługuje Penn Station, jego stacja przesiadkowa jest natomiast położona w jej sąsiedztwie.

## Stacja w kulturze
- Na górnym poziomie stacji odbywają się konkursy muzyki barokowej.
- Penn Station zostało przedstawione m.in. w filmie Godzilla z 1998 r.
- Z tej stacji odjeżdżał pociąg do Chattanoogi uwieczniony w melodii Chattanooga Choo Choo(inne języki) orkiestry Glenna Millera. Jednak na stacji nigdy nie było toru 29, a opisana w piosence trasa jest fikcyjna.

## Galeria

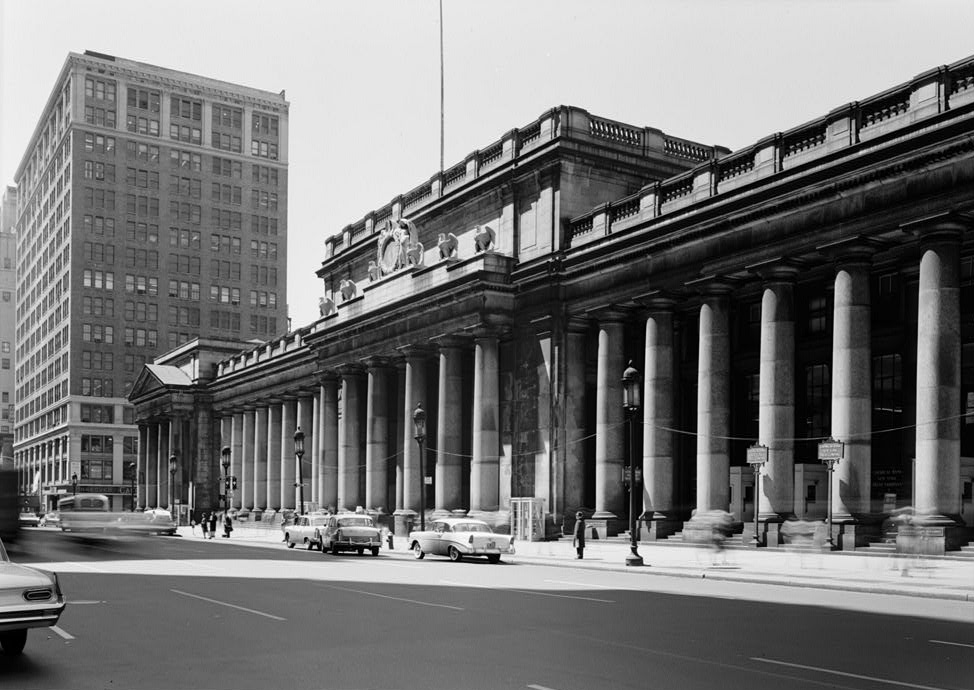
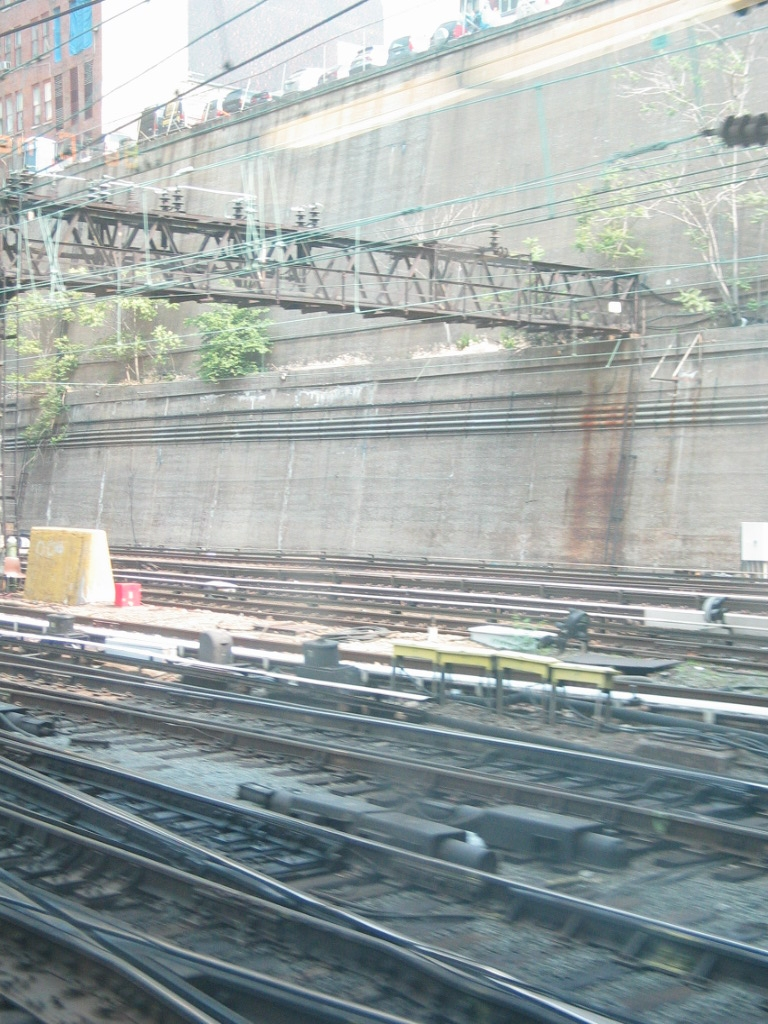
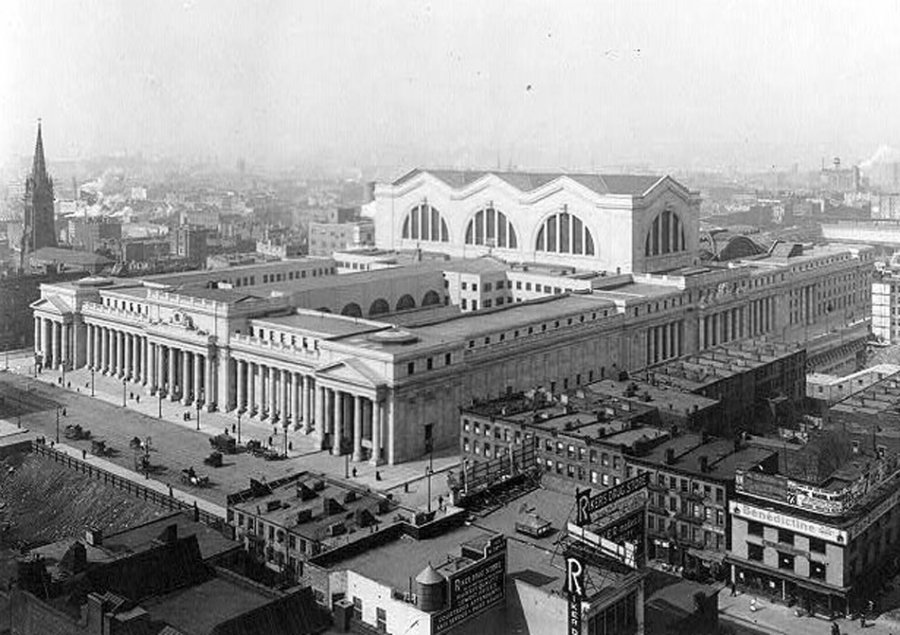
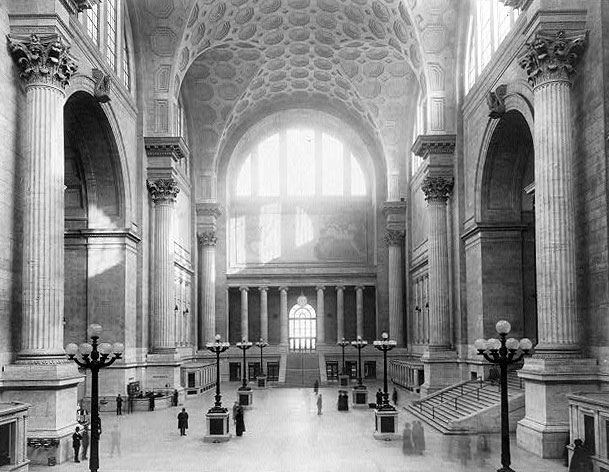